# Mike Havenaar
Mike Havenaar (ハーフナー・マイク, Hāfunā Maiku), né le 20 mai 1987 à Hiroshima au Japon, est un footballeur international japonais d'origine néerlandaise, qui joue au poste d'attaquant au Bombonera Gifu club de 6émes division au Japon.

## Biographie

### En club

#### Japon
Mike Havenaar est né à Hiroshima au Japon de deux parents néerlandais, et commence à jouer au football dans l'équipe U15 du Consadole Sapporo, club où son père Dido Havenaar jouait en tant que gardien.
Il rejoint ensuite l'équipe jeunes des Yokohama F. Marinos, où il signe pro en 2006. Il joue son premier match avec l'équipe le 15 avril 2006 contre le Gamba Osaka.
Il marque son premier but avec Yokohama la saison suivante, le 9 mai 2007, dans un match de coupe contre le Kashiwa Reysol.
N'ayant marqué qu'un seul but en 34 matchs, Havenaar est prêté un an à un club de D2, l'Avispa Fukuoka, où il joue son premier match le 3 mai 2008 contre le Shonan Bellmare.
Il marque son premier but avec l'Avispa Fukuoka le 29 juin 2008 contre l'Ehime FC.
Après une bonne saison où il marque 7 buts en 26 rencontres, il retourne au Yokohama F. Marinos, son prêt ayant expiré. Son retour est très laborieux, et il ne joue que deux rencontres avec le club (le 14 mars 2009 contre le Shimizu S-Pulse, et le 26 avril 2009 contre le Nagoya Grampus.
Havenaar est alors prêté au Sagan Tosu, en D2 japonaise.
Il y joue son premier match le 30 mai 2009 contre le Roasso Kumamoto, et marque un but. Il finit la saison avec de bonnes statistiques, ayant quasiment un but tous les deux matchs.
De retour de prêt, Havenaar est directement transféré au Ventforet Kōfu, qui évoluait alors en D2.
Dès sa première saison avec le club, il termine meilleur buteur de D2 japonaise, et le club est alors promu en J. League 1, ayant terminé 3e.
Il marque le seul et unique triplé de sa carrière le 7 novembre 2010 contre le Giravanz Kitakyushu, contribuant à la large victoire de son équipe.
Lors de la saison suivante, le club ayant été promu, il marque 18 buts en 34 matchs, et fait partie du J. League Best Eleven.
Le 29 mars 2011, Havenaar est la cible d'insultes racistes de la part des supporters du Kashiwa Reysol, l'ayant notamment insulté de « blanc de merde ».

#### Europe
Ses statistiques au Japon ne passent pas inaperçues, et il est recruté par le Vitesse Arnhem le 1er janvier 2012, alors qu'il était également convoité par le VfL Wolfsburg.
Il joue son premier match avec Vitesse le 22 janvier 2012 contre le NEC Nimègue, et marque la semaine suivante contre le PSV Eindhoven.
Lors de la 25e journée du championnat, le 10 mars 2012 contre le FC Groningue, il rentre en jeu à la dernière minute de jeu à la place de Wilfried Bony, la révélation du club, et réussit l'exploit de marquer un but dans sa seule minute de jeu du match.
Havenaar joue son premier match européen dans le cadre de Ligue Europa 2012-2013 le 26 juillet 2012 contre le Lokomotiv Plovdiv.
Après trois assez bonnes saisons dans le pays d'origine de son père, Havenaar rejoint le Córdoba CF en juillet 2014, mais il ne joue que cinq matchs et n'inscrit aucun but. Il quitte donc le club espagnol à la trêve hivernale, et se retrouve sans club.
Après une période de chômage de deux mois, Mike Havenaar rejoint officiellement le 2 mars 2015 le HJK Helsinki, champion en titre de Veikkausliiga.
Il joue son premier match avec le HJK le 6 mars 2015 dans un match de Coupe de la Ligue contre le FC Lahti, et marque un but.
Le 4 avril 2015, il marque le second but de son équipe lors de la finale de la Coupe de la Ligue finlandaise, que son équipe remporte face au RoPS.
Mike Havenaar fait ses débuts en Veikkausliiga le 12 avril 2015 contre le RoPS.
Le 10 août 2015, le club néerlandais de l'ADO La Haye annonce l'arrivée du Japonais. Il fait ses débuts avec son nouveau club quatre jours après son arrivée lors d'un match de championnat face au FC Twente, et marque un but. Havenaar réussit sa première saison avec les cigognes, marquant notamment 16 buts en championnat.

#### Retour au Japon
Le 26 mars 2020, il s'engage pour une saison en faveur du Ventforet Kōfu (club dans lequel il a déjà évolué entre 2010 et 2011), qui évolue alors en deuxième division.

### En sélection nationale
Mike Havenaar possédant la nationalité japonaise et la nationalité néerlandaise, il peut choisir de jouer pour la sélection nippone ou la sélection néerlandaise. Il choisit finalement de jouer pour le Japon, son pays natal et le pays dans lequel il a grandi.
Il joue ainsi son premier match avec la sélection nippone le 2 septembre 2011 contre la Corée du Nord.
Il marque ses premiers buts avec le Japon le 11 octobre 2011 en inscrivant un doublé contre le Tadjikistan.
En mars 2016, à la suite de ses bonnes performances avec l'ADO La Haye, le sélectionneur Vahid Halilhodžić le rappelle en équipe nationale, près de trois ans après sa dernière sélection.

#### Matches internationaux
| Matches internationaux de Mike Havenaar | Matches internationaux de Mike Havenaar | Matches internationaux de Mike Havenaar                 | Matches internationaux de Mike Havenaar | Matches internationaux de Mike Havenaar | Matches internationaux de Mike Havenaar | Matches internationaux de Mike Havenaar |
| Sélections                              | Date                                    | Lieu                                                    | Adversaire                              | Résultat                                | Compétition                             |                                         |
| --------------------------------------- | --------------------------------------- | ------------------------------------------------------- | --------------------------------------- | --------------------------------------- | --------------------------------------- | --------------------------------------- |
| 1.                                      | 2 septembre 2011                        | Stade Saitama 2002, Saitama, Japon                      | Corée du Nord                           | 1 - 0                                   | Éliminatoires du Mondial 2014           |                                         |
| 2.                                      | 6 septembre 2011                        | Stade Pakhtakor Markaziy, Tachkent, Ouzbékistan         | Ouzbékistan                             | 1 - 1                                   | Éliminatoires du Mondial 2014           |                                         |
| 3.                                      | 11 octobre 2011                         | Stade Nagai, Osaka, Japon                               | Tadjikistan                             | 8 - 0                                   | Éliminatoires du Mondial 2014           |                                         |
| 4.                                      | 11 novembre 2011                        | Stade Pamir, Douchanbé, Tadjikistan                     | Tadjikistan                             | 0 - 4                                   | Éliminatoires du Mondial 2014           |                                         |
| 5.                                      | 15 novembre 2011                        | Stade Kim Il-sung, Pyongyang, Corée du Nord             | Corée du Nord                           | 1 - 0                                   | Éliminatoires du Mondial 2014           |                                         |
| 6.                                      | 29 février 2012                         | Stade Toyota, Toyota, Japon                             | Ouzbékistan                             | 0 - 1                                   | Éliminatoires du Mondial 2014           |                                         |
| 7.                                      | 6 septembre 2012                        | Stade Denka, Niigata, Japon                             | Émirats arabes unis                     | 1 - 0                                   | Match amical                            |                                         |
| 8.                                      | 11 septembre 2012                       | Stade Saitama 2002, Saitama, Japon                      | Irak                                    | 1 - 0                                   | Éliminatoires du Mondial 2014           |                                         |
| 9.                                      | 12 octobre 2012                         | Stade de France, Saint-Denis, France                    | France                                  | 0 - 1                                   | Match amical                            |                                         |
| 10.                                     | 22 mars 2013                            | Khalifa International Stadium, Doha, Qatar              | Canada                                  | 1 - 2                                   | Match amical                            |                                         |
| 11.                                     | 26 mars 2013                            | Stade international d'Amman, Amman, Jordanie            | Jordanie                                | 2 - 1                                   | Éliminatoires du Mondial 2014           |                                         |
| 12.                                     | 30 mai 2013                             | Stade Toyota, Toyota, Japon                             | Bulgarie                                | 0 - 2                                   | Match amical                            |                                         |
| 13.                                     | 4 juin 2013                             | Stade Saitama 2002, Saitama, Japon                      | Australie                               | 1 - 1                                   | Éliminatoires du Mondial 2014           |                                         |
| 14.                                     | 11 juin 2013                            | Khalifa International Stadium, Doha, Qatar              | Irak                                    | 0 - 1                                   | Éliminatoires du Mondial 2014           |                                         |
| 15.                                     | 20 juin 2013                            | Itaipava Arena Pernambuco, São Lourenço da Mata, Brésil | Italie                                  | 4 - 3                                   | Coupe des confédérations 2013           |                                         |
| 16.                                     | 11 octobre 2013                         | Stade Karađorđe, Novi Sad, Serbie                       | Serbie                                  | 2 - 0                                   | Match amical                            |                                         |
| 17.                                     | 15 octobre 2013                         | Stade Torpedo, Jodzina, Biélorussie                     | Biélorussie                             | 1 - 0                                   | Match amical                            |                                         |
| 18.                                     | 24 mars 2016                            | Stade Saitama 2002, Saitama, Japon                      | Afghanistan                             | 5 - 0                                   | Éliminatoires du Mondial 2018           |                                         |

#### Buts internationaux
| # | Date             | Stade                                      | Adversaire          | Score | Score final | Compétition                   |
| - | ---------------- | ------------------------------------------ | ------------------- | ----- | ----------- | ----------------------------- |
| 1 | 11 octobre 2011  | Stade Nagai, Osaka, Japon                  | Tadjikistan         | 1–0   | 8-0         | Éliminatoires du Mondial 2014 |
| 2 | 11 octobre 2011  | Stade Nagai, Osaka, Japon                  | Tadjikistan         | 5-0   | 8-0         | Éliminatoires du Mondial 2014 |
| 3 | 6 septembre 2012 | Stade Denka, Niigata, Japon                | Émirats arabes unis | 1-0   | 1-0         | Match amical                  |
| 4 | 22 mars 2013     | Khalifa International Stadium, Doha, Qatar | Canada              | 2-1   | 2-1         | Match amical                  |

## Vie privée
Mike Havenaar est trilingue: il a appris le japonais grâce à sa vie de tous les jours (il a passé la majeure partie de sa vie au Japon), il parle le néerlandais grâce à ses origines, et parle anglais couramment grâce à ses études.
Havenaar est issu d'une famille de sportifs car son père, Dido Havenaar, était un gardien de but puis entraîneur. Sa mère était une athlète spécialisée dans le heptathlon, tandis que son frère Nikki est également footballeur, il évolue actuellement au FC Thun au poste de défenseur central.
Sa famille fut naturalisée japonaise en 1994.

## Statistiques
Actualisé le 23 décembre 2016
| Performance en club | Performance en club | Performance en club | Championnat | Championnat | Coupe         | Coupe         | Continental | Continental | Autres  | Autres  | Total  | Total |
| Saison              | Club                | Championnat         | Matchs      | Buts        | Matchs        | Buts          | Matchs      | Buts        | Matchs  | Buts    | Matchs | Buts  |
| Japon               | Japon               | Japon               | Championnat | Championnat | Emperor's Cup | Emperor's Cup | Asie        | Asie        | Autres  | Autres  | Total  | Total |
| ------------------- | ------------------- | ------------------- | ----------- | ----------- | ------------- | ------------- | ----------- | ----------- | ------- | ------- | ------ | ----- |
| 2006                | Yokohama F·Marinos  | J. League 1         | 9           | 0           | 6             | 0             | –           | –           | –       | –       | 15     | 0     |
| 2007                | Yokohama F·Marinos  | J. League 1         | 15          | 0           | 4             | 1             | –           | –           | –       | –       | 19     | 1     |
| 2008                | Avispa Fukuoka      | J. League 2         | 26          | 7           | –             | –             | –           | –           | –       | –       | 26     | 7     |
| 2009                | Yokohama F·Marinos  | J. League 1         | 2           | 0           | –             | –             | –           | –           | –       | –       | 2      | 0     |
| 2009                | Sagan Tosu          | J. League 2         | 33          | 15          | 2             | 2             | –           | –           | –       | –       | 35     | 17    |
| 2010                | Ventforet Kōfu      | J. League 2         | 31          | 20          | 1             | 0             | –           | –           | –       | –       | 32     | 20    |
| 2011                | Ventforet Kōfu      | J. League 1         | 32          | 17          | 2             | 1             | –           | –           | –       | –       | 34     | 18    |
| Pays-Bas            | Pays-Bas            | Pays-Bas            | Championnat | Championnat | KNVB Beker    | KNVB Beker    | Europe1     | Europe1     | Autres2 | Autres2 | Total  | Total |
| 2011-2012           | Vitesse Arnhem      | Eredivisie          | 15          | 5           | 1             | 0             | –           | –           | 2       | 0       | 18     | 5     |
| 2012-2013           | Vitesse Arnhem      | Eredivisie          | 32          | 11          | 3             | 1             | 3           | 0           | –       | –       | 38     | 12    |
| 2013-2014           | Vitesse Arnhem      | Eredivisie          | 32          | 10          | 2             | 0             | 1           | 0           | 2       | 0       | 37     | 10    |
| 2015-2016           | ADO La Haye         | Eredivisie          | 31          | 16          | 1             | 1             | –           | –           | –       | –       | 32     | 17    |
| 2016-2017           | ADO La Haye         | Eredivisie          | 15          | 3           | 2             | 1             | –           | –           | –       | –       | 17     | 4     |
| Espagne             | Espagne             | Espagne             | Championnat | Championnat | Copa del Rey  | Copa del Rey  | Europe      | Europe      | Autres  | Autres  | Total  | Total |
| 2014-2015           | Córdoba CF          | La Liga             | 5           | 0           | –             | –             | –           | –           | –       | –       | 5      | 0     |
| Finlande            | Finlande            | Finlande            | Championnat | Championnat | Suomen Cup    | Suomen Cup    | Europe4     | Europe4     | Autres3 | Autres3 | Total  | Total |
| 2015                | HJK Helsinki        | Veikkausliiga       | 6           | 1           | 1             | 1             | 4           | 1           | 2       | 2       | 9      | 4     |
| Total               |                     |                     |             |             |               |               |             |             |         |         |        |       |
| Japon               | Japon               | 148                 | 59          | 15          | 4             | –             | –           | –           | –       | 163     | 63     |       |
| Pays-Bas            | Pays-Bas            | 125                 | 45          | 9           | 3             | 4             | 0           | 4           | 0       | 142     | 48     |       |
| Espagne             | Espagne             | 5                   | 0           | –           | –             | –             | –           | –           | –       | 5       | 0      |       |
| Finlande            | Finlande            | 20                  | 4           | 1           | 1             | 4             | 1           | 2           | 2       | 27      | 8      |       |
| Bilan total         | Bilan total         | Bilan total         | 298         | 108         | 25            | 8             | 8           | 1           | 6       | 2       | 337    | 119   |

1 Inclus les matchs de Ligue Europa.

2 Inclus les matchs des barrages européens.

3 Inclus les matchs de Coupe de la Ligue finlandaise.

4 Inclus les matchs de qualification pour la Ligue des champions

## Palmarès

### En club
- Ventforet Kōfu
  - Vice-Champion de J. League 2 en 2010

- HJK Helsinki
  - Vainqueur de la Liigacup en 2015

### Distinctions personnelles
- Ventforet Kōfu
- Meilleur buteur de J. League 2 en 2010
- Nommé dans le J. League Best Eleven en 2011